# Charibert I
Charibert I (ur. 520, zm. koniec 567 w Paryżu) – dzielnicowy król frankijski z dynastii Merowingów w l. 561–567. Był synem Chlotara I i jego trzeciej żony – Ingundy.
Po śmierci ojca otrzymał tereny wokół Paryża. Wiadomo o nim, iż władał łaciną i był jak na ówczesnego władcę dobrze wykształcony. Wsławił się licznymi skandalami związanymi z kobietami. W związku z bigamicznym małżeństwem oraz poślubieniem zakonnicy został ekskomunikowany. Po jego przedwczesnej śmierci w 567 roku podległe mu ziemie podzielili między sobą jego bracia: Chilperyk I (zabrał Paryż, Bordeaux, Limoges i Cahors), Sigebert I (Tours, Poitiers) i Guntram (Angoulême i Périgueux). Żenił się cztery razy: z Ingobergą, Merofledą, Markowedą oraz Teodehildą.
Pierwsza żona została opuszczona przez Chariberta, gdyż wziął sobie za metresy dwie siostry Merofledę i Markowedę, które służyły w orszaku Ingobergi. Wkrótce potem poślubił Merofledę, a po jej rychłej śmierci jej siostrę Markowedę, która była zakonnicą. Ojciec Merofledy i Markowedy był gręplarzem. Równocześnie z trzecim ślubem, wziął sobie za żonę córkę pasterza Teodehildę. Teodehilda po śmierci męża zaproponowała swą rękę królowi Burgundii – Guntramowi, ale ten przejął zawieziony przez nią skarbiec, a ją samą osadził w klasztorze w Arles. Z tych związków doczekał się czwórki dzieci. Z pierwszą żoną Ingobergą miał córkę Bertę, z drugą lub trzecią żoną miał dwie córki Klotyldę (Chrodechilda) zakonnicę w Poitiers oraz Berthefledis zakonnicę w Tours i syna zmarłego w niemowlęctwie.
Od śmierci Chariberta I państwo Franków dzieliło się na cztery dzielnice: Akwitanię, Burgundię, Neustrię i Austrazję. Najważniejsze są te dwie ostatnie, Neustria – zalążek przyszłej Francji i Austrazja – zalążek przyszłych Niemiec.